# Alangayam
Alangayam es una ciudad y nagar Panchayat situada en el distrito de Tirupathur en el estado de Tamil Nadu (India). Su población es de 18327 habitantes (2011). Se encuentra a 24 km de Tirupathur y a 58 km de Vellore.

## Demografía
Según el censo de 2011 la población de Alangayam era de 18327 habitantes, de los cuales 9059 eran hombres y 9268 eran mujeres. Alangayam tiene una tasa media de alfabetización del 77,62%, inferior a la media estatal del 80,09%: la alfabetización masculina es del 84,82%, y la alfabetización femenina del 70,63%.